# 巢峰
巢峰（1928年—2023年1月8日），男，江苏阜宁人，中国编辑出版家。曾任上海辞书出版社社长、总编辑，上海人民出版社社长、总编辑，《辞海》、《大辞海》常务副主编。